# Daniel Melanderhjelm
Daniel Melander, adlad Melanderhjelm, född 29 oktober 1726 i Stockholm, död 8 januari 1810 i Stockholm, var en svensk matematiker och astronom, professor och rektor för Uppsala universitet, kansliråd och sekreterare för Vetenskapsakademien.

## Biografi
Daniel Melanders far Simon Melander var rektor för skolan i Stockholm och kyrkoherde i Enköping och Gävle, och ättling till ärkebiskop Olaus Martini från Bureätten. Modern Justina Margaretha Djurberg var dotter till Daniel Djurberg och Margaretha Theel. Farfaderns brorson adlades Segerfelt.
Faderns önskan var att Daniel Melander skulle bli kyrkoherde som han själv, men sedan sonen studerat Euklides för Samuel Klingenstierna ändrade han inriktning på studierna. Han blev student vid Uppsala universitet 1740, filosofie magister 1752, docent i matematisk fysik samma år, adjunkt i fysik 1757, professor i astronomi 1761 och adlad 1778 med namnet Melanderhjelm. Han erhöll tjänstledighet 1782, kallades 1788 till Stockholm för att biträda vid Krigsakademiens organisation och utnämndes 1797 till Kungliga Vetenskapsakademiens sekreterare och stannade på posten till 1803. 1801 fick han kansliråds titel. Melanderhjelm var ledamot av Kungliga Vetenskaps-Societeten i Uppsala, Vetenskapsakademien (1765), Vitterhetsakademien (1780) och Krigsvetenskapsakademien.
Han var gift med sin kusin Margaretha Katarina Frondin, dotter till kammarrådet professor Elias Frondin och Gunilla Rommel, och syster till Berge Frondin. Han överlevde både hustru och barn, och slöt själv sin ätt 1810. Han är begraven i Melanderhjelmska graven i Uppsala domkyrka.

### Verksamhet som astronom
Som astronom utövade Melanderhjelm mångsidig och omfattande skriftställarverksamhet. Till ledning för den akademiska undervisningen utgav han Conspectus praelectionum academicarum continens fundamenta astronomiae (1779), som senare i något omarbetad och utvidgad form utgavs på svenska under titel Astronomie (1795). Detta arbete var en för sin tid ganska förtjänstfull lärobok, och den latinska upplagan användes även utomlands ända in på 1800-talet. Hans rent vetenskapliga arbeten var företrädesvis ägnade åt celest mekanik, särskilt den allmänna teorin för solsystemet och månens teori. 
Bland hans avhandlingar rörande det första ämnet kan nämnas Om den synliga verldens större eller mindre varaktighet (1771–1772), i vilken Melanderhjelm försökte visa, att bland alla möjliga attraktionslagar den faktiskt befintliga är för världssystemets bestånd den mest lämpliga. Bland hans arbeten om månens teori fanns De theoria lunae commentarii (1769), i vilken, med gravitationsteorin som utgångspunkt, månens rörelse bestäms och hithörande problem lösts enligt andra, delvis enklare, metoder än de av Clairaut, Euler och Lagrange angivna. Bland de många övriga ämnen, vilka han behandlat i sina skrifter, kan nämnas Venuspassagen, planeternas atmosfär och sättet att bestämma tidsekvationen. Melanderhjelm var även upphovsmannen till den 1802 företagna gradmätningen i Lappland och författade förordet till redogörelsen därför.

### Verksamhet som matematiker
Även åt den rena matematiken ägnade Melanderhjelm flera arbeten. Han försökte även på detta område tillgodose den akademiska undervisningens behov och utgav därför en ny upplaga av Newtons avhandling om kurvors kvadratur, försedd med vederbörliga anmärkningar och tillägg av honom själv. För övrigt behandlade han i flera avhandlingar integralkalkyl och teorin för differentialekvationers integration (lösning). De av honom framställda resultaten var dock av tämligen speciell natur och innehöll i allmänhet blott ganska enkla substitutionsformler. 
Melanderhjelm var en man med mångsidig, inte bara vetenskaplig, utan även litterär bildning. I hans skrifter fanns nedlagda resultat även av detta, till exempel i avhandlingen Om nyttan af ett eget de lärdes språk.